# René-Pierre Mignen
René-Pierre Mignen, né le 18 janvier 1875 à La Chapelle-Palluau (Vendée) et mort le 1er novembre 1939, fut archevêque de Rennes.

## Biographie
Élève au petit séminaire des Sables-d'Olonne, puis au grand séminaire de Luçon, il est ordonné prêtre le 18 décembre 1897. Secrétaire de l'évêque de Luçon, Nicolas-Clovis-Joseph Catteau, il devient en 1909 supérieur du grand séminaire de cette ville.
Nommé évêque de Montpellier le 3 août 1922, il y fait notamment construire le séminaire Saint-Roch pour les futurs prêtres de son diocèse. 

Succédant au « très Action française » Anatole de Cabrières, ce royaliste modéré tente de faire appliquer la condamnation papale du mouvement de Charles Maurras avec sévérité. Par le biais d'Alexandre de Vichet, il s'efforce de provoquer la rupture entre le quotidien conservateur L'Éclair et les militants du nationalisme intégral. Toutefois, André Vincent parvient à rallier les actionnaires qui votent une motion pour que « le journal ne conna[isse] pas d’ennemis à droite ».

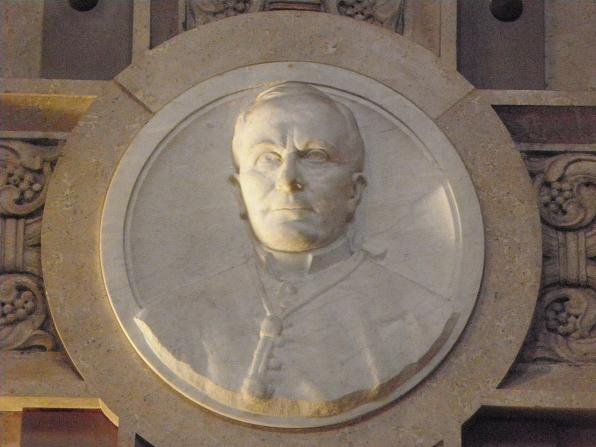
Monument à Mgr Mignen,
cathédrale Saint-Pierre de Rennes.

Il est élu à l'académie des sciences et lettres de Montpellier en 1923, dans la section Lettres. Il en occupe le siège XXVI jusqu'à son départ pour Rennes en 1931.
Promu archevêque de Rennes, Dol et Saint-Malo le 18 juillet 1931, il fonde la paroisse Sainte-Thérèse de Rennes confiée à Mouezy, par ordonnance du 12 novembre 1932.
Il est enterré dans la crypte de la cathédrale Saint-Pierre de Rennes.

### Iconographie
- Monument à Mgr Mignen, médaillon en marbre, cathédrale Saint-Pierre de Rennes.